# Цогоев, Лев Владимирович

Мемориальная доска

Лев Владимирович Цогоев (1926—1980) — советский хозяйственный, государственный и политический деятель.

## Биография
Родился в 1926 году в Орджоникидзе. Член КПСС.
С 1949 года — на хозяйственной, общественной и политической работе. В 1949—1977 гг. — инженер электродепо Минеральные Воды Орджоникидзевской железной дороги, старший инженер локомотивной службы управления Орджоникидзевской железной дороги, главный инженер электроаппаратного завода «Электроконтактор», заместитель заведующего промышленно-транспортным отделом Северо-Осетинского обкома КПСС, министр местной промышленности, заместитель председателя Совета Министров СО АССР, первый секретарь Орджоникидзевского горкома КПСС.
Делегат XXIV и XXV съездов КПСС. Избирался депутатом Верховного Совета Северо-Осетинской АССР 6 — 9 созывов.
Погиб в Орджоникидзе (ныне Владикавказ) в 1980 году.
Память
В апреле 2005 года на фасаде дома № 40 по улице Ватутина во Владикавказе была установлена мемориальная доска. Автор: скульптор Георгий Сабеев.